# Led Zeppelin North American Tour 1973
Led Zeppelin North American Tour 1973 е деветото турне в САЩ на английската рок-група Лед Зепелин. Разделено е на два етапа с продължителност от 4 май 1973 г. до 29 юли 1973 г. Репетициите са в Old Street Film Studios, Лондон.

## История
Обиколката е предприета скоро след излизането на петия студиен албум на групата Houses of the Holy, изкачил върха на класациите. Подготовката включва наемането от Питър Грант на пиар консултанта Дани Голдбърг, който да промотира изявите и да наеме по-големи зали и стадиони за концертите. В резултат на тази дейност в САЩ са отчетени рекорди за бокс-офис продажбите на концерти дотогава. На 5 май в Тампа, Флорида 56 800 фена гледат на живо Лед Зепелин, подобрявайки рекорда на Бийтълс от 1965 г. на стадиона Шей в Ню Йорк. Приходите са $309 000, а за цялото турне – $4 000 000.
На сцената групата представя най-доброто от предишните си гастроли, като включва и фонови огледала, сух лед, висящи огледални сфери и фойерверки. Дрехите са по-артистично подбрани отпреди, като особено изпъква колибровото яке на Пейдж и това на Джон Пол Джоунс в стила на испански матадор. Тази нарастваща театралност в живото представление е обяснена в интервю на китариста, взето от Мик Уол:
Първоначално подхождахме към изпълненията ни наживо доста музикантски и така представяхме материала, сякаш публиката слуша много внимателно и професионално онова което свирим. Но не можеш да правиш това постоянно, особено ако си с часове на сцената. Така беше до 1973 г..
Трите заключителни за турнето концерта в Медисън Скуеър Гардън, Ню Йорк, са филмирани и са в основата на създаването на филма и саундтрака към него The Song Remains The Same, излязъл през 1976 г. В лентата е документирана кражбата на $203 000 от сейфа на групата в хотел Drake в Ню Йорк. Парите са приход от първите две шоута и са задигнати точно преди третото. Тур-мениджърът Ричард Коул е забелязал липсата им и веднага е разпитан от полицията като заподозрян. Престъплението остава неразкрито и групата по-късно съди хотела.
По време на тура Лед Зепелин наемат за пръв път небезизвестния Starship, Boeing 720B – бивш пътнически самолет на United Airlines. В първата част на обиколката групата лети с Falcon, но той е много лек и податлив на въздушна турбуленция. Точно такава сполетява самолетчето преди концерта на стадиона Kezar в Сан Франциско на 2 юни на път от Лос Анжелис. Тогава Грант решава да го смени и взема Starship за $30 000. Надпис с името на групата краси тялото на самолета, а на опашката е изобразена емблемата на звукозаписната компания Swan Song.
Наемайки тази машина, групата вече не сменя толкова често хотелите. Екипът се установява в големите градове и лети до концертите и от тях. След всяко шоу, групата пътува в лимузини до летището (както е показано във филма).
В едно интервю за Уилям Бъроуз през 1975 г. Пейдж описва изтощителното турне:
Свирехме плътно по 3 часа и бяхме физически... имам предвид когато се върнахме от последното (1973 г. тогава) турне не знаех къде се намирам. Накрая всичко свърши в Ню Йорк и единственото, което можех да сторя, е да занеса китарата на сцената. Бях тотално изцеден.
В друго интервю той допълва:
Това, което си спомням за 1973 г., е, че когато пристигнахме в Америка на концерта в Атланта дойдоха 50 000, а в Тампа – 55 000. Ясно бе, че в такива мащаби нямаше проблем да правим лайфове, за да задоволим търсенето. Чувството бе феноменално – публиката бе винаги с нас.
Спомени на вокалиста Робърт Плант:
Винаги свързвам турнето с текста на The Battle of Evermore. Избухване. Много битки и завоевания за кратко време. Скоростта, с която се движехме, креативната енергия. Цялото това нещо беше смес от адреналин, химия и еуфория... без спирачки. Не можехме да го спрем. Нямахме идея какво беше. Но ние просто го правехме и напредвахме с всяко шоу.

## Сетлист
В песните за турнето за пръв път фигурира No Quarter – песен от току-що издадения Houses of the Holy.
- Rock and Roll
- Celebration Day
- Black Dog
- Over the Hills and Far Away
- Misty Mountain Hop
- Since I've Been Loving You
- No Quarter
- The Song Remains the Same
- The Rain Song
- Dazed and Confused
- Stairway to Heaven
- Moby Dick
- Heartbreaker
- Whole Lotta Love

Бисове (варират):

- The Ocean
- Communication Breakdown
- Thank You
- Dancing Days (само на втората вечер в Детройт).

## Концерти по дати
| Дата        | Град               | Държава | Място                             |
| ----------- | ------------------ | ------- | --------------------------------- |
| 4 май 1973  | Атланта            | САЩ     | Fulton County Stadium             |
| 5 май 1973  | Тампа              | САЩ     | Tampa Stadium                     |
| 7 май 1973  | Джаксънвил         | САЩ     | Jacksonville Coliseum             |
| 10 май 1973 | Тускалуза, Алабама | САЩ     | Memorial Coliseum                 |
| 11 май 1973 | Сейнт Луис         | САЩ     | Kiel Auditorium                   |
| 13 май 1973 | Мобил              | САЩ     | Municipal Auditorium              |
| 14 май 1973 | Ню Орлиънс         | САЩ     | New Orleans Municipal Auditorium  |
| 16 май 1973 | Хюстън             | САЩ     | Sam Houston Coliseum              |
| 18 май 1973 | Далас              | САЩ     | Dallas Memorial Auditorium        |
| 19 май 1973 | Форт Уърт          | САЩ     | Tarrant Country Convention Center |
| 22 май 1973 | Сан Антонио        | САЩ     | Convention Center Arena           |
| 23 май 1973 | Албакърки          | САЩ     | University Arena                  |
| 25 май 1973 | Денвър             | САЩ     | Denver Coliseum                   |
| 26 май 1973 | Солт Лейк Сити     | САЩ     | Salt Palace                       |
| 28 май 1973 | Сан Диего          | САЩ     | San Diego Sports Arena            |
| 31 май 1973 | Ингълуд            | САЩ     | The Forum                         |
| 2 юни 1973  | Сан Франциско      | САЩ     | Kezar Stadium                     |
| 3 юни 1973  | Ингълуд            | САЩ     | The Forum                         |
| 6 юли 1973  | Чикаго             | САЩ     | Chicago Stadium                   |
| 7 юли 1973  | Чикаго             | САЩ     | Chicago Stadium                   |
| 8 юли 1973  | Индианаполис       | САЩ     | Market Square Arena               |
| 9 юли 1973  | Сейнт Пол          | САЩ     | St. Paul Civic Center             |
| 10 юли 1973 | Милуоки            | САЩ     | Milwaukee Arena                   |
| 12 юли 1973 | Детройт            | САЩ     | Cobo Hall                         |
| 13 юли 1973 | Детройт            | САЩ     | Cobo Hall                         |
| 15 юли 1973 | Бъфало, Ню Йорк    | САЩ     | Buffalo Memorial Auditorium       |
| 17 юли 1973 | Сиатъл             | САЩ     | Seattle Center Coliseum           |
| 18 юли 1973 | Ванкувър           | Канада  | Pacific Coliseum                  |
| 19 юли 1973 | Филаделфия         | САЩ     | The Spectrum                      |
| 20 юли 1973 | Бостън             | САЩ     | Boston Garden                     |
| 21 юли 1973 | Провидънс          | САЩ     | Providence Civic Center           |
| 23 юли 1973 | Балтимор           | САЩ     | Baltimore Civic Center            |
| 24 юли 1973 | Питсбърг           | САЩ     | Three Rivers Stadium              |
| 27 юли 1973 | Ню Йорк            | САЩ     | Медисън Скуеър Гардън             |
| 28 юли 1973 | Ню Йорк            | САЩ     | Медисън Скуеър Гардън             |
| 29 юли 1973 | Ню Йорк            | САЩ     | Медисън Скуеър Гардън             |